# Johan Wikman
Johan Wikman, född 1696, död 1751, var en svensk mynt- och medaljgravör.
Han var son till medaljgravören Anders Jönsson Wikman och hans hustru född Planting och från 1722 gift med Elisabet Sebenius samt far till medaljgravören Carl Johan Wikman och farfar till Gabriel Wikman. Han utbildades i gravyr av sin far och blev 1721 myntskrivare vid Avesta myntverk och 1730 sin fars efterträdare som gravör vid myntverket. Eftersom det rådde brist på svenska mynt- och medaljgravörer fick han från 1745 ett lönetillägg på 100 daler silvermynt för att han undervisade sin son och efterträdare Carl Johan Wikman.